# Sabri Kiraz
Sabri Kiraz (* 1918 in İstanbul; † 12. Januar 1985) war ein türkischer Fußballspieler und -trainer.

## Sportlicher Werdegang
Kiraz spielte als Torhüter unter anderem für Fenerbahçe Istanbul, stand dabei jedoch im Schatten von Cihat Arman und kam bei den Titelgewinnen des Klubs in den 1940er Jahren nur unregelmäßig zum Einsatz. Er blieb als Jugendtrainer dem Klub verbunden, später war er als Trainer für verschiedene Vereine in der ersten und zweiten Liga des türkischen Fußballs tätig. So stand er bei Aufnahme der landesweiten Meisterschaft 1959 bei İstanbulspor an der Seitenlinie, anschließend folgten Engagements bei den Erstligisten MKE Ankaragücü und Ankara Keçiörengücü. Später war er bei Bursaspor tätig, zwischen 1971 und 1972 verantwortete er seinen Ex-Klub Fenerbahçe Istanbul und anschließend Göztepe Izmir. Nachdem er nochmals MKE Ankaragücü trainiert hatte, übernahm er im Herbst 1978 als Nachfolger von Metin Türel das Amt des türkischen Nationaltrainers. Nach fünf Siegen in zwölf Spielen musste er nach einer 0:4-Niederlage gegen Wales im Rahmen der Qualifikation für die WM-Endrunde 1982 am 15. Oktober 1980 dem als Meistertrainer bei Trabzonspor erfolgreichen Özkan Sümer weichen.
Insgesamt stand Kiraz bei 285 Erstligapartien an der Seitenlinie, damit gehört er zu den Trainern mit den meisten Erstligaeinsätzen in der Türkei.